# Tavaresia meintjesii
Tavaresia meintjesii là một loài thực vật có hoa trong họ La bố ma. Loài này được R.A. Dyer miêu tả khoa học đầu tiên năm 1954.